# Onderzeese pijpleiding

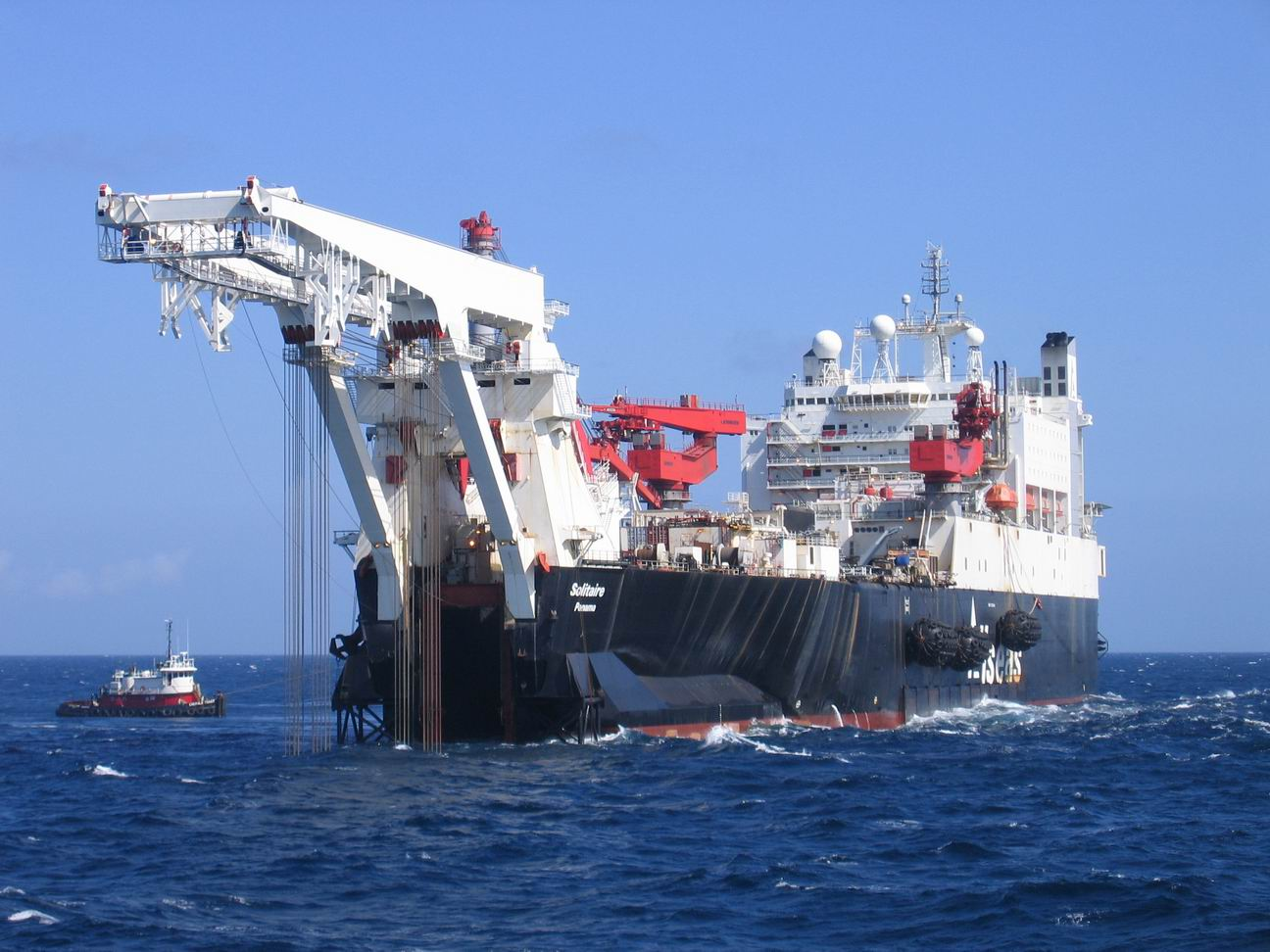
Allseas' Solitaire, de grootste pijpenlegger ter wereld. De gebruikte methode is S-lay.

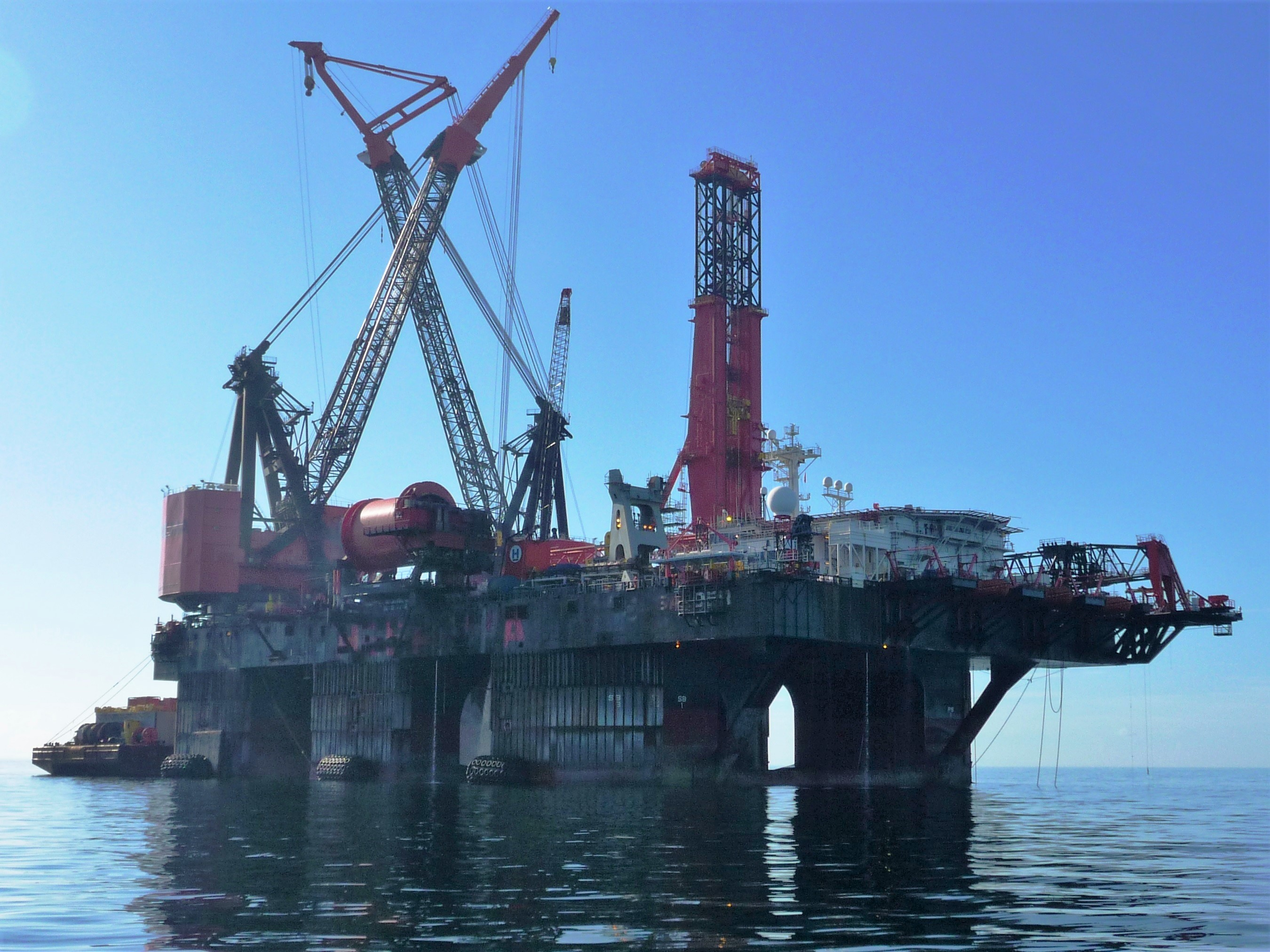
De Balder heeft een toren en legt pijp volgens de J-lay-methode.

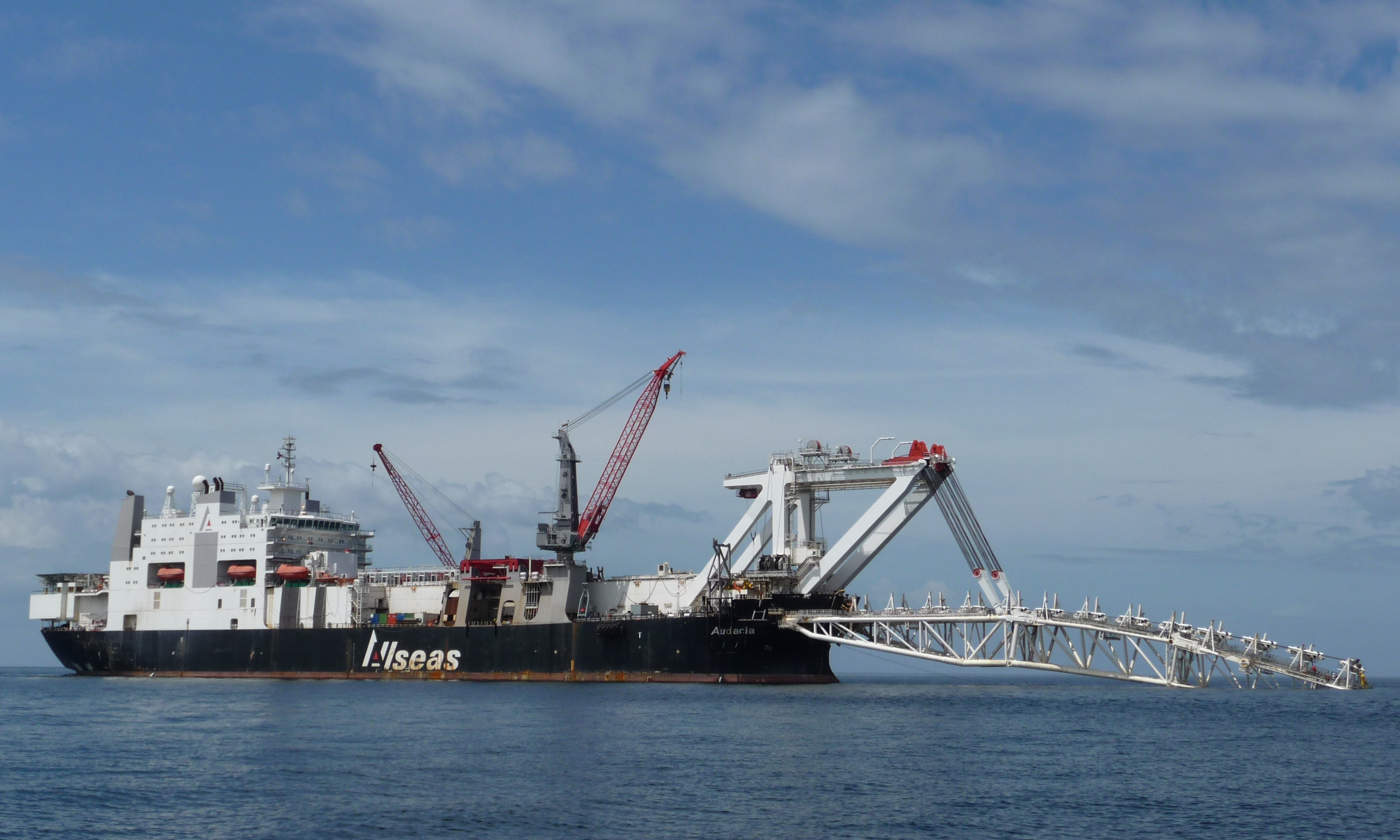
De Audacia bij Trinidad.

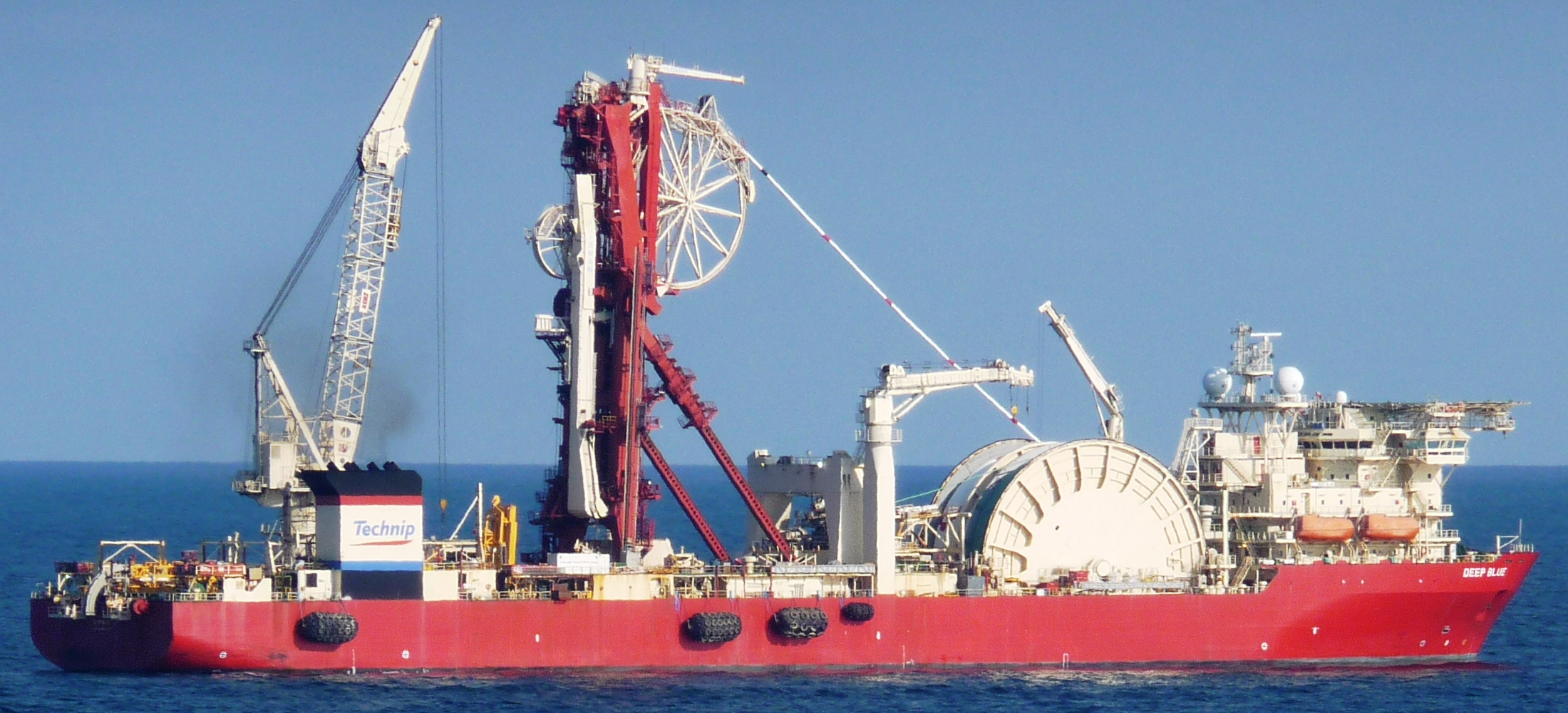
De Deep Blue van Technip. Dit schip kan pijp leggen vanaf een reel via de J-lay-methode.

Een onderzeese pijpleiding is een op de zeebodem geplaatste transportbuis. De leidingen worden vooral gebruikt voor het transport van aardolie en aardgas en in mindere mate ook van water en chemicaliën. De verschillende types zijn exportleidingen, flowlines, waterinjectieleidingen en chemicaliëninjectieleidingen. In vergelijking met tankers zijn pijpleidingen inflexibel en de aanleg is kapitaalintensief. Daar staat tegenover dat het gebruik relatief zeer goedkoop is met een lange levensduur.
Er zijn verschillende methoden om pijp te leggen, Flex-lay, Reel-lay, S-lay, J-lay en Multi-lay, en daarmee verschillende soorten pijpenleggers. Bij S-lay verlaat de leiding het schip horizontaal in een S-vorm, bij J-lay verticaal. Bij reel-lay wordt de pijp gelegd vanaf een grote spoel. Een andere methode is het fabriceren van de pijp aan de wal, waarna deze gesleept en afgezonken wordt. De laatste jaren is er een grote sprong gemaakt in waterdiepte en zijn er al enkele leidingen in ultra-diepwater van meer dan 2400 meter gelegd. De Langeled-pijpleiding tussen Noorwegen en Engeland is met bijna 1200 km de langste ter wereld.

## Geschiedenis
De eerste onderzeese pijpleidingen voor olie werden gebruikt in het Meer van Maracaibo en de Kaspische Zee. Tijdens de Tweede Wereldoorlog werden op verzoek van de Britten door Anglo-Iranian Oil Company tijdens Pipe-Lines Under The Ocean pijpleidingen van Engeland naar Frankrijk gelegd. In de Golf van Mexico ontwikkelde men de reel-lay verder, terwijl parallel daaraan de aan land ook gebruikte methode werd ontwikkeld om secties aan elkaar te lassen.

## Infrastructuur
Exportleidingen vervoeren olie of gas van een productieplatform naar de wal of overbruggen een meer of zee in een pijptransport. In het eerste geval concurreert deze pijpleiding met de gewone olietanker, in het tweede met de shuttletanker. Flowlines zijn kleinere pijpleidingen die deel uitmaken van de onderzeese infrastructuur van een olie- of gasveld, waarbij onderzeese installaties met elkaar verbonden worden. Het kunnen hierbij tie-backs zijn die de olie en gas uit diverse putten naar het platform transporteren, maar ook leidingen die aansluiten op bestaande exportleidingen of die gas uit het ene veld in een andere veld injecteren. Waterinjectie wordt gebruikt om een veld op druk te houden.
Om van de zeebodem tot bij het platform te komen, worden steel catenary risers (SCR's) gebruikt, zo genoemd vanwege de kettinglijn die ze volgen. Het is een deel van de pijpleiding dat aan hogere eisen moet voldoen, omdat de buiging grotere krachten laat optreden, vooral bij drijvende platforms, waarbij het punt waarbij de pijp de zeebodem raakt continu verandert.

## Route
De gekozen route voor een pijpleiding hangt onder andere af van de topografie of bathymetrie van de zeebodem. Daardoor kan het voordelig zijn een langere route te kiezen over een egalere bodem en daarmee ploegwerkzaamheden of baggeren uit te sparen en te voorkomen dat er te grote overspanningen ontstaan. Hier speelt ook de fysische oceanografie een rol. Onderzeese stromingen kunnen overspanningen veroorzaken of vergroten, wat het noodzakelijk kan maken gebruik te maken van een stenenstorter of het gebruik van matrassen. De stabiliteit van de pijpleiding hangt verder af van de geotechnische conditie van de zeebodem. Zeestromen aan de oppervlakte kunnen zo sterk zijn dat ze installatie bemoeilijken.
Verder moet rekening worden gehouden met constructies zoals pijpleidingen, kabels en andere onderzeese installaties, wrakken, visgebieden en politieke grenzen. Bijzonder belangrijk is een goede keuze van de aanlanding, de plaats waar de pijpleiding aan land komt.

## Materiaal
Het criterium voor de sterkte van een pijpleiding is veelal het verschil tussen de interne dan wel externe druk, de omtrekspanning. Bij toenemende waterdiepte neemt de waterdruk toe en zal de externe druk belangrijker worden. Daarnaast moet rekening gehouden worden met corrosie en erosie door bijvoorbeeld meegeproduceerd zand, of met hoge snelheid stromend gas. Daarnaast zorgen warmte-uitzettingen zorgen voor druk- en trekspanningen langs de pijp. Overspanningen zorgen voor extra buigspanningen. De pijp wordt over het algemeen beschermd met een oppervlaktebehandeling die bescherming moet bieden tegen corrosie en soms ook isoleert.
Waar het grootste deel van de pijpleiding gedurende de levensduur statisch op de zeebodem rust, beweegt de riser continu, zeker bij een drijvend platform. De optredende buigspanningen stellen extra eisen aan het materiaal en ook de lassen moeten een nog betere kwaliteit hebben.

Wervelstraat van Von Karman.

Hoe hoger in de waterlaag, hoe hoger ook de zeestroom wordt. Dit veroorzaakt vortex shedding, wervelloslating die de pijp in oscillatie kan brengen (vortex-induced vibration, VIV). Om dit te voorkomen, worden in de hogere waterlagen vaak VIV-strakes aangebracht, profielen die de stroom in circulatie brengen en daarmee voorkomen dat de pijp in resonantie komt.

## Installatie

S-lay en J-lay gecombineerd:
1. Lasstations
2. Spanrollen
3. Kragen
4. Stinger

Er zijn verschillende pijplegmethodes. Bij S-lay verlaat de pijp het schip min of meer horizontaal. De pijp buigt zich daardoor in een curve die op een S lijkt. Om te voorkomen dat de pijp knikt, wordt deze vastgehouden door spanrollen (tensioners) terwijl het schip vooruitslaat met het dynamic positioningsysteem, dan wel door ankers in positie wordt gehouden. S-lay heeft over het algemeen een hogere snelheid, doordat er meerdere lasstations zijn.
Bij J-lay verlaat de pijp het schip vrijwel verticaal, waardoor de curve op een J lijkt. De pijp benadert hierbij de kettinglijn, waardoor er minder spanning op de pijp staat, wat deze methode geschikter maakt voor diepwater. Bij deze methode worden zowel spanrollen als kragen (collars) gebruikt. Kragen maken de fabricage van de pijp duurder, maar hebben als voordeel dat het vasthouden van de pijp niet afhankelijk is van de frictie van spanrollen.
Bij reel-lay is de pijp opgerold rond een spoel. Deze methode kan zowel door middel van S-lay als J-lay plaatsvinden. Bij J-lay is de spoel verticaal geplaatst. Bij S-lay is dit meestal horizontaal, maar verticaal komt ook voor. Het voordeel is dat de pijp grotendeels aan de wal geproduceerd kan worden en daarmee goedkoper is. De diameter van de te leggen pijp is hiermee wel beperkt.
Een andere methode is het slepen van een aan de wal gemaakte pijp die met drijflichamen aan de oppervlakte blijft, waarna deze op locatie wordt afgezonken.